# بايرون جارسيس
جورد بايرون جارسيس مورينو (مواليد 30 مايو 1993، لاعب كرة قدم كولومبي يجيد اللعب في الهجوم لعب سابقاً مع نادي اتحاد كلباء الإماراتي.

## روابط خارجية
- بايرون جارسيس على موقع قاعدة بيانات كرة القدم.إي يو (الإنجليزية)
- بايرون جارسيس على موقع Soccerway.com (الإنجليزية)